# 8958 Stargazer
8958 Stargazer este un asteroid din centura principală de asteroizi.

## Descriere
8958 Stargazer este un asteroid din centura principală de asteroizi. A fost descoperit pe 23 martie 1998 la Reedy Creek de John Broughton. El prezintă o orbită caracterizată de o semiaxă mare de 2,71 ua, o excentricitate de 0,08 și o înclinație de 2,6° în raport cu ecliptica.